# Napoleon Bonaparte Broward
Napoleon Bonaparte Broward (contea di Duval, 19 aprile 1857 – Jacksonville, 1º ottobre 1910) è stato un politico statunitense.
Fu il 19º governatore della Florida dal 1905 al 1909. Durante il suo mandato iniziò un importante progetto per bonificare le Everglades.